# Paul Peuerl
Paul Peuerl (auch Bäurl, Beuerlin, Bäwerl, Agricola; * getauft 13. Juni 1570 in Stuttgart; † nach 1625) war ein deutsch-österreichischer Komponist, Organist und Orgelbauer.

## Leben
Ab November 1601 war Paul Peuerl Organist in Horn und ab Herbst 1609 in Steyr, hier wirkte er auch als Orgelbauer. Orgeln baute er unter anderem in Steyr, Horn, Enns und im Stift Wilhering. Von Peuerl stammen die ersten Veröffentlichungen (1625) nicht-italienischer Triosonaten, die zwei Melodiestimmen von einem Generalbass begleitet erfordern. Seine Leistungen in Richtung der Suite werden für seine Zeit als bedeutsam und richtungweisend gesehen.
Die Musikwissenschaft beschäftigt sich seit 1865 mit seinen Werken. Eine Gesamtausgabe erschien im Jahre 1929.

## Werke (gedruckt)
- „Newe Padouan, Intrada, Däntz und Galliarda mit vier Stimmen“ (Nürnberg, 1611)
- „Weltspiegel, Das ist: Neue teutsche Gesänge, samt zweyen Cazonetten“ (5 stimmig) (Nürnberg, 1613)
- „Ettliche lustige Padovanen, Intraden, Gaillard, Courranten, und Däntz, sam zweyen Conzon mit vier Stimmen“ (Nürnberg, 1620) mit einer Widmung an den Herzog von Sachsen, Jülich, Cleve und Berg.
- „Verschiedene Paduana, Intrada, und Chorea, in Amoenitatum musicalum hortulus“ (Leipzig, 1622)
- „Verschiedene Gantz Neue Padouanen, Auffzüg, Balletten, Couranten, Intraden, und Däntz“  (Nürnberg, 1625)